# Einar Alvarado Lönberg
Einar Alvarado Lönberg, född 2012 i Järfälla, är en svensk skådespelare.
Lönberg utbildar sig vid Adolf Fredriks musikklasser. Han har gjort flera teater- och musikalroller; bland annat som Bruce Bogtrotter i Matilda the musical på Stadsteatern i Stockholm och Mowgli i Djungelboken the musical på Göta Lejon. Han spelade Tommy Pippi flyttar in som spelades på Junibacken 2022–2023 och repriserade rollen i Pippi på Cirkus på Cirkus 2023. Lönberg har gjort mindre roller i TV-serierna Familjen Andersson och Kurs i självutplåning. År 2025 spelade han Jonas, en av huvudkaraktärerna i äventyrsserien Tordyveln flyger i skymningen på SVT. Under 2025 spelar han Mattadåren i Aladdin the musical.

## Filmografi (i urval)
- 2023 – Familjen Andersson (TV-serie)
- 2025 – Pubiserna (TV-serie)
- 2025 – Blir det gott? (TV-serie)
- 2025 – Tordyveln flyger i skymningen (TV-serie)

## Teater

### Roller
| År        | Roll                        | Produktion                                                                        | Regi             | Teater                                           |
| --------- | --------------------------- | --------------------------------------------------------------------------------- | ---------------- | ------------------------------------------------ |
| 2021–2022 | Rumpnisse, grådvärg, rövare | Ronja Rövardotter                                                                 | Kålle Gunnarsson | Intiman                                          |
| 2022      | Tommy                       | Pippi flyttar in                                                                  |                  | Junibacken                                       |
| 2023      | Mowgli                      | Djungelboken the musical                                                          | Robert Dröse     | Göta Lejon och Sverigeturné                      |
| 2023      | Tommy                       | Pippi på Cirkus                                                                   | Roine Söderlundh | Cirkus, Stockholm                                |
| 2023–2024 | Bruce Bogtrotter            | Matilda the musical                                                               | Benke Rydman     | Kulturhuset Stadsteatern                         |
| 2024      | Leon                        | Tomten är far till alla barnen Monica Rolfner, Rikard Bergqvist och Mathias Venge | Rikard Bergqvist | Cirkus, Stockholm                                |
| 2025      | Mattadåren                  | Aladdin the musical                                                               | Robert Dröse     | Fredriksdalsteatern, Göta Lejon och Sverigeturné |